# Las Torres Béla
Las Torres Béla, Las-Torres Béla (Budapest, 1890. április 20. – Castelnuovo, Dalmát Királyság, 1915. október 13.) olimpiai ezüstérmes úszó.
Tizenhat éves korától a BEAC (Budapesti Egyetemi Atlétikai Club), 1908-tól a MAC (Magyar Atlétikai Club) úszója volt. A korszak egyik legeredményesebb magyar középtávúszója. Két olimpián vett részt, 1908-ban, Londonban tagja volt a Munk József, Zachár Imre, Las Torres Béla, Halmay Zoltán összeállítású, ezüstérmet nyert gyorsváltónak. 1908 és 1914 között összesen tizenhét magyar bajnoki címet nyert. 1912. június 5-én Budapesten 400 méteres gyorsúszásban világcsúcs időt úszott.
Az első világháborúban az ún. "császári és királyi légjáró csapat"-nál (k.u.k. Luftfahrtruppe), azaz az  akkori légierőnél szolgált. Hadszíntéren szerzett betegségben, a castelnuovói hadikórházban halt meg mindössze huszonöt évesen.
A Magyar Úszó Szövetség 1982. december 12-én tartott jubileumi ülésén Las Torres Bélának posztumusz a Magyarország örökös úszóbajnoka címet adományozta.
Budapest XXIII. kerületében és Dunaharasztiban egyaránt utcát neveztek el róla, a magyar fővárosban ezzel egyike annak a 13 sportolónak, aki után közterületet neveztek el.

## Sporteredményei
- olimpiai 2. helyezett (1908: 4 × 200 m gyorsváltó)
- olimpiai 5. helyezett (1912: 400 m gyors)
- világcsúcstartó (1912: 400 m gyors – 5:28,4)
- tizenhétszeres magyar bajnok:
  - 220 yard gyors: 1909, 1910, 1912, 1913
  - 440 yard gyors: 1908, 1909, 1910, 1912, 1913
  - 880 yard gyors: 1909, 1912, 1913
  - 1 mérföld gyors: 1912, 1913, 1914
  - folyamúszás: 1909, 1913

## Rekordjai

### 400 m gyors
- 5:30,6 (1909. október 2., Magdeburg) országos csúcs (25 m)
- 5:28,4 (1912. július 5., Budapest) világcsúcs (35 m)
- 5:25,6 (191?. június 8., Budapest) országos csúcs (35 m)

### 1500 m gyors
- 22:57 (1912. július 10., Stockholm) országos csúcs